# Phyllonorycter matsudai
Phyllonorycter matsudai là một loài bướm đêm thuộc họ Gracillariidae. Nó được tìm thấy ở Nhật Bản (Hokkaidō và Honshū) và vùng Viễn Đông Nga.
Ấu trùng ăn Quercus crispula và Quercus mongolica. Chúng ăn lá nơi chúng làm tổ.